# 第45回カンヌ国際映画祭
第45回カンヌ国際映画祭（だい45かいカンヌこくさいえいがさい）は、1992年5月7日から18日にかけて開催された。

## 受賞結果
- パルム・ドール：『愛の風景』（ビレ・アウグスト）
- 審査員グランプリ：『小さな旅人』（ジャンニ・アメリオ）
- 審査員賞：『マルメロの陽光』（ビクトル・エリセ）、『ひとりで生きる』（ヴィターリー・カネフスキー）
- 監督賞：ロバート・アルトマン （『ザ・プレイヤー』）
- 男優賞：ティム・ロビンス （『ザ・プレイヤー』）
- 女優賞：ペルニラ・アウグスト （『愛の風景』）
- カメラ・ドール：ジョン・タトゥーロ （『マック/約束の大地』）
- 45周年記念賞：『ハワーズ・エンド』（ジェームズ・アイヴォリー）

## 審査員

### コンペティション部門
- ジェラール・ドパルデュー  フランス/俳優） 審査員長
- ジョン・ブアマン （ イギリス/監督）
- レスター・ジェームズ・ピーリス （ スリランカ/監督）
- ナナ・ジョルジャーゼ （ ジョージア/監督）
- ペドロ・アルモドバル （ スペイン/監督）
- ジェイミー・リー・カーティス （ アメリカ合衆国/女優）
- カルロ・ディ・パルマ （ イタリア/撮影監督）
- ジョエル・ヴァン・エフェンテール （ フランス/映画編集者）
- ルネ・クレイマン （ フランス/プロデューサー）
- セルジュ・トゥビアナ （ フランス/批評家）

## 上映作品

### コンペティション部門
| 題名 原題                                                                  | 監督                           | 製作国                              |
| -------------------------------------------------------------------------- | ------------------------------ | ----------------------------------- |
| 刑事エデン/追跡者 A Stranger Among Us                                      | シドニー・ルメット             | アメリカ合衆国                      |
| Au Pays des Juliets (In the Country of Juliets)                            | メディ・カレフ                 | フランス                            |
| 氷の微笑 Basic Instinct                                                    | ポール・ヴァーホーヴェン       | アメリカ合衆国                      |
| Crush                                                                      | アリソン・マクリーン           | ニュージーランド                    |
| 愛の風景 Den goda viljan                                                   | ビレ・アウグスト               | スウェーデン デンマーク イギリス 他 |
| マルメロの陽光 El sol del membrillo                                        | ビクトル・エリセ               | スペイン                            |
| ラテン・アメリカ/光と影の詩 El viaje                                       | フェルナンド・E・ソラナス      | アルゼンチン メキシコ スペイン 他   |
| ハワーズ・エンド Howards End                                               | ジェームズ・アイヴォリー       | イギリス                            |
| Hyènes                                                                     | ジブリル・ジオップ・マンベティ | セネガル                            |
| 小さな旅人 Il ladro di bambini                                             | ジャンニ・アメリオ             | イタリア フランス スイス            |
| L'oeil qui ment (Dark at Noon)                                             | ラウル・ルイス                 | ポルトガル フランス                 |
| 魂を救え! La sentinelle                                                    | アルノー・デプレシャン         | フランス                            |
| カサノヴァ最後の恋 Le retour de Casanova                                   | エドゥアール・ニエルマン       | フランス                            |
| Luna Park (Луна-парк)                                                      | パーヴェル・ルンギン           | ロシア フランス                     |
| レオロ Léolo                                                               | ジャン＝クロード・ローゾン     | カナダ フランス                     |
| 二十日鼠と人間 Of Mice and Men                                             | ゲイリー・シニーズ             | アメリカ合衆国                      |
| ひとりで生きる Самостоятельная жизнь                                       | ヴィターリー・カネフスキー     | ロシア フランス                     |
| シンプルメン Simple Men                                                    | ハル・ハートリー               | アメリカ合衆国 イギリス イタリア    |
| The Long Day Closes                                                        | テレンス・デイヴィス           | イギリス                            |
| ザ・プレイヤー The Player                                                  | ロバート・アルトマン           | アメリカ合衆国                      |
| ツイン・ピークス/ローラ・パーマー最期の7日間 Twin Peaks: Fire Walk with Me | デヴィッド・リンチ             | アメリカ合衆国                      |

### ある視点部門
| 題名 原題                                                    | 監督                             | 製作国                  |
| ------------------------------------------------------------ | -------------------------------- | ----------------------- |
| A nyaraló                                                    | カン・トガイ                     | ハンガリー              |
| アメリカン・ミー American Me                                 | エドワード・ジェームズ・オルモス | アメリカ合衆国          |
| 林檎の木 Apfelbäume                                          | ヘルマ・サンダース＝ブラームス   | ドイツ                  |
| Averills Ankommen                                            | ミヒャエル・ショッテンベルク     | オーストリア            |
| バッド・ルーテナント/刑事とドラッグとキリスト Bad Lieutenant | アベル・フェラーラ               | アメリカ合衆国          |
| Being at Home With Claude                                    | ジャン・ボーディン               | カナダ                  |
| Cousin Bobby                                                 | ジョナサン・デミ                 | アメリカ合衆国 スペイン |
| Hochzaitsnuecht                                              | Pol Cruchten                     | ルクセンブルク          |
| Kristallines Nichtes                                         | タニア・マルケタキ               | ギリシャ                |
| Memoria Del Agua                                             | ヘクトル・ファヴェル             | スペイン                |
| Modern Crimes                                                | アレハンドロ・アグレスティ       | オランダ                |
| Mon Desir                                                    | ニッキー・マーシャル             | ニュージーランド        |
| Oxen                                                         | スヴェン・ニクヴィスト           | スウェーデン            |
| プラハ Prague                                                | イアン・セラー                   | イギリス イタリア       |
| ダンシング・ヒーロー Strictly Ballroom                       | バズ・ラーマン                   | オーストラリア          |
| Schastlivye dni                                              | アレクセイ・バラバノフ           | ロシア                  |
| Tchekiste                                                    | アレクサンドル・ロゴイキン       | ロシア                  |
| Through an Open Window                                       | エーリヒ・メンデルゾーン         | アメリカ合衆国          |
| Udju Azul di Yonta                                           | フローラ・ゴメス                 | ギニア                  |
| そして人生はつづく زندگی و دیگر هیچ                          | アッバス・キアロスタミ           | イラン                  |

### 特別招待作品
| 題名 原題                                       | 監督                                    | 製作国                             |
| ----------------------------------------------- | --------------------------------------- | ---------------------------------- |
| Anglagard                                       | コリン・ナトリー                        | スウェーデン                       |
| 美女と野獣 Beauty and the Beast                 | ゲイリー・トルースデール カーク・ワイズ | アメリカ合衆国                     |
| Drengene Fra Sankt Petri                        | ソーレン・クラーク＝ヤコブセン          | デンマーク                         |
| 遥かなる大地へ Far and Away                     | ロン・ハワード                          | アメリカ合衆国                     |
| Krigerens hjerte                                | ライデュルフ・リーサン                  | ノルウェー                         |
| パトリス・ルコントのボレロ Le batteur du bolero | パトリス・ルコント                      | フランス                           |
| Le Chene                                        | ルシアン・ピンティリエ                  | ルーマニア フランス                |
| 心の地図 Map of the Human Heart                 | ヴィンセント・ウォード                  | オーストラリア イギリス            |
| オープニング・ナイト Opening Night              | ジョン・カサヴェテス                    | アメリカ合衆国                     |
| オーソン・ウェルズのオセロ Othello              | オーソン・ウェルズ                      | アメリカ合衆国 モロッコ            |
| 大地のうた pɔt̪ʰer pãtʃali                       | サタジット・レイ                        | インド                             |
| Patrick Dewaere                                 | マルク・エスポジート                    | フランス                           |
| レザボア・ドッグス Reservoir Dogs               | クエンティン・タランティーノ            | アメリカ合衆国                     |
| サラフィナ! Sarafina                            | ダレル・ジェームズ・ルート              | 南アフリカ共和国 イギリス フランス |
| Svo a Jordu Sem a Himni                         | Kristin Johannesdottir                  | アイスランド                       |